# إليزابيث ديفيد
إليزابث ديفيد (بالإنجليزية: Elizabeth David) (ولدت إليزابث جويين في السادس والعشرين من ديسمبر عام 1913م وتوفت في
الثاني والعشرين من مايو عام 1992م) وكانت كاتبة بريطانية تكتب في فن الطهي والتي أثرت بشدة في تنشيط فن الطبخ في المنزل من خلال المقالات والكتب التي تتحدث عن المأكولات الأوروبية والأطباق البريطانية التقليدية.

ولأنها تنتمي لعائلة من الطبقة العُليا، تمردت ديفيد ضد الأعراف الاجتماعية اليومية.فقد درست الفن في باريس، وأصبحت ممثلة، وهربت مع رجل متزوج وأبحرت معه في قارب صغير إلى إيطاليا، حيث تمت مصادرة قاربهم. وقد كانوا محاصرين تقريباً من قبل الغزو الألماني في اليونان عام 1940 ولكنهم هربوا إلى مصر حيث افترقا. ثم عملت لصالح الحكومة البريطانية بتشغيل مكتبة في القاهرة. في حين أنها تزوجت هناك ولكن هذا الزواج لم يمض لوقت طويل.

وبعد الحرب، عادت إليزابيث إلى إنجلترا، وهي في حالة استياء من الكأبة ورداءة الطعام، فقد كتبت سلسلة من المقالات عن طعام البحر الأبيض المتوسط الذي أسر مخيلة العامة، وفي عام 1950م أصدرت كتاب أغذية البحر الأبيض المتوسط. ودعت بجرأة لمكونات مثل الباذنجان والريحان والتين والثوم وزيت الزيتون والزعفران، والتي كانت من النادر أن تكون متاحة في ذلك الوقت حتى في لندن. ومع ذلك، في غضون سنوات قليلة، أصبحت أكلات النيجرو، المسقعة، الراتاتوي، الحمص والجازباتشو هي الأطباق المألوفة في جميع أنحاء بريطانيا، في المطاعم والطعام المطبوخ في البيت على حد سواء.
ثم تلا ذلك كتب عن المطبخ الفرنسي والإيطالي وخلال عشر سنوات كانت إليزابيث ذات تأثير كبير على المطبخ البريطاني. وكانت معادية بشدة للطبخ من الدرجة الثانية وللبدائل الوهمية للأطباق والمكونات الكلاسيكية.
وقد افتتحت إليزابيث محلاً لبيع معدات المطابخ في الستينات. ثم واصلت التجارة باسمها بعد أن تركتها في عام 1973م، ولكن سمعتها اعتمدت على مقالاتها وكتبها، والتي تم طبعها بإستمرار.

## حياتها ومهنتها

### نشأتها
ولدت ديفيد باسم إليزابيث جوين، وكانت ثانية أربعة أطفال، كلهم إناث لروبرت ساكفيل جوين والمبجلة ستيلا ريدلي، ابنة الفيكونت ريدلي الأول. وكانت عائلاتي الوالدين ذواتا ثروات كبيرة على حد سواء. عائلة جويين من الهندسة والمضاربة على الأراضي، وعائلة ريدلي من مناجم الفحم. وبسبب العائلتين، أصبحت ديفيد من أصول إنجليزية واسكتلندية وويلزية أو إيرلندية، ومن أصول لأبيها أيضا من الهولندية وسومطرة. وقد ترعرعت ديفيد وأخواتها في وتون مانور في ساسكس، وهومنزل مانور يعقوبي ذو إضافات حديثة واسعة النطاق يتبع لدتمر بلو. وقد كان والدها صاحب قلب ضعيف، ومع ذلك أصر على متابعة مهنة سياسية قاسية ليصبح النائب المحافظ لإيستبورن، ووزير صغير في قانون حكومة أندرو بونار. وقد جلب الإفراط في العمل، والتسلية الترفيهية العنيفة وعلى رأسها السباقات، والركوب والزنا له الوفاة في عام 1924م عن عمر يناهز الواحد والخمسين. فقد نتج عن موته إرسال إليزابيث وأخواتها بريسيلا وديانا وفيليسيت اللاتي لم تكن بينهم وبين أمهم الأرملة مودة كبيرة إلى المدراس الداخلية.
وعندما كانت مراهقة، تمتعت ديفيد بهواية التلوين، وفكرت والدتها أن موهبتها تستحق التنمية. وأُرسلت إلى باريس في عام 1930م، للتسجيل في جامعة السوربون لدورة في الحضارة الفرنسية التي تشمل التاريخ والأدب والعمارة. وقد استضافتها عائلة باريسية والتي صورت ولائهم المتعصب لملذات المائدة بطريقة هزلية في كتابها الطهي الريفي الفرنسي عام 1960م. وبالرغم من ذلك، فقد اعترفت في وقت لاحق أن تلك التجربة كانت هي الجزء الأكثر قيمة من وقتها في باريس: "أدركت الطريقة التي بها قد حققت الأسرة مهمتها في غرس الثقافة الفرنسية في واحدة على الأقل من أعبائها البريطانية. ومانسيته هو أساتذة جامعة السوربون أماما ظل عالقا بالذهن هو طعم نوع من الطعام المثالي الذي يحتلف تماما عن أي نوع كنت قد عرفته من قبل. " ولم تكن ستيلا جوين حريصة على عودة ابنتها المبكرة إلى إنجلترا، بعد التأهل لدبلومة في جامعة السوربون، وأرسلتها من باريس إلى ميونيخ عام 1931م لدراسة اللغة الألمانية.
وبعد عودتها لإنجلترا، خاضت ديفيد وهي غير متحمسة الطقوس الاجتماعية لنساء الطبقة العليا الصغيرات بالسن من العرض على المحكمة باعتباره المبتدأ والرقصات المرتبطة بها. ولم يعجبها الشباب الإنجليز الموقرين الذين التقت بهم بالأخير. وقررت أنها لم تكن جيدة بما فيه الكفاية كرسامة، واختارت بدلا من ذلك أن تصبح ممثلة مما أثار استياء والدتها.ثم انضمت إلى شركة أكسفورد ريبورتوري عام 1933م، وفي العام التالي انتقلت إلى المسرح المكشوف في ريجنت بارك في لندن. ومن بين زملائها في شركة ريجنت بارك كان ممثل يكبرها بتسع سنوات هو قائدها. وكان يدعى تشارلز جيبسون كوان. وقد راق لها بشدة عدم احترامه للتقاليد الاجتماعية، ووجدته أيضا لا يقاوم جنسيا. اما كونه متزوجا لم يثبط أي منهما.
وقد استأجرت ديفيد بعض من الغرف في منزل كبير بالقرب من الحديقة، وانفقت هدية عيد ميلادها الواحد والعشرين في إعداد المطبخ، وتعلمت طهي الطعام. وكان أول كتاب طهي خاص بها هو فن الطهي اللطيف لهيلدا لييل وهو هدية من والدتها. وكتبت في وقت لاحق «، وأتساءل عما إذا كنت قد تعلمت من قبل طهي الطعام على الإطلاق. فإنه قد تم تقديم السيدة بييتون الروتينية لي لأتعلم منها، بدلا من السيدة لييل الرومانسية بوصفاتها القوية الآسرة للخيال.»

### فرنسا واليونان ومصر والهند

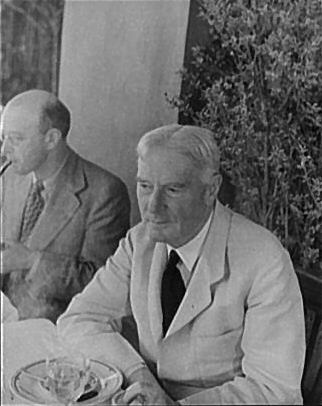
نورمان دوجلاس عام 1935م.

واضعة في اعتبارها أنها لن تكون ناجحة في تلك المرحلة، عملت ديفيد لبعض الوقت كمساعد صغير في بيت ورث للأزياء، لكنها وجدت أن التبعية لعمل البيع بالتجزئة يثير الغضب. فقد تركته في وقت مبكر من عام 1938م، ثم اشترت هي وجيبسون كوان قاربا، وكان كبيرا بما يكفي ليفي بالغرض، وهو الإبحار إلى اليونان. ثم عبروا القناة في يوليو 1939م وأبحروا بالقارب عن طريق نظام قناة فرنسا. ثم توقفوا في مارسيليا، ومن بعدهاأقاموا ولأكثر من ستة أشهر في انتيبس، حيث التقت ديفيد بالكاتب نورمان دوجلاس الذي كان قد طعن في السن، وأصبحت تتأثربه بشدة والذي كتبت عنه في وقت لاحق كتابات مستفيضة. فقد الهمها حبها للبحر الأبيض المتوسط، وشجع اهتمامها بالطعام الجيد، وعلمها أن «تبحث عن الأفضل، وتصر على ذلك، وترفض كل ما هو زائف ومن الدرجة الثانية.» وقد غادرت ديفيد وجيبسون كوان انتيبس بالنهاية وذلك في مايو 1940م، وأبحروا إلى كورسيكا ثم إلى صقلية، حيث كان يشتبه في قيامهم بالتجسس وتم اعتقالهم. وبعد تسعة عشر يوما على ذمة التحقيق في أجزاء مختلفة من إيطاليا، سُمح لهم بالعبور إلى يوغوسلافيا. وكانوا قد فقدوا كل مايملكون تقريبا - القارب، والمال والمخطوطات والمذكرات ومجموعة من وصفات الطهي المحببة لديفيد. وبمساعدة القنصل البريطاني في زغرب وصلوا إلى أثينا في يوليو 1940م. وبحلول ذلك الوقت، لم تعد ديفيد تحب شريك حياتها، ولكنها بقت معه للضرورة. ثم حصل جيبسون كوان على وظيفة تدريس اللغة الإنجليزية في جزيرة سيروس، حيث تعلمت ديفيد الطهي باستخدام المكونات الطازجة المتوفرة محليا. وعندما غزا الألمان اليونان في أبريل 1941م، تمكن الزوجان من المغادرة إلى مصر على متن قافلة مدنية.
ولقدرتها على تحدث الفرنسية بطلاقة والألمانية بطريقة جيدة، حصلت ديفيد على وظيفة في مكتب الشفرات البحرية في الإسكندرية. وتم إنقاذها بسرعة من إقامتها المؤقتة، بعد أن التقت بصديق إنجليزي قديم كان يمتلك شقة «فخيمة بحماقة» في المدينة ودعاها للاحتفاظ بمنزله. فقد انفصلت هي وجيبسون كوان وديا كل منهما في سبيله، وانتقلت إلى الشقة الكبرى. ثم استأجرت طباخ، كيرياكو، وهو لاجئ يوناني، والذي عُرف بغرابة أطواره (المرسومة في فصل «هل هناك جوزة الطيب في البيت؟») والتي لم تمنعه من إنتاج الطعام الرائع: "نكهة من حساء الأخطبوط، صلصة النبيذ السوداء الغنية وكانت رائحة الأعشاب الجبلية شيء لا يمكن نسيانه بسهولة. " وفي عام 1942م أصيبت بعدوى أثرت على قدميها. فقد قضت عدة أسابيع في المستشفى ووجدت نفسها مضطرة إلى التخلي عن وظيفتها في مكتب الشفرات. وقد انتقلت ديفيد إلى القاهرة بعدها، حيث طُلب منها إنشاء وتشغيل مكتبة مرجعية لوزارة الإعلام . وكانت المكتبة مفتوحة للجميع، وكان يكثر الاقبال عليها من قبل الصحفيين وغيرهم من الكتاب. وشملت دائرة أصدقائها في هذه الفترة آلان مورهيد، فريا ستارك، برنارد سبنسر، باتريك كينروس، أوليفيا مانينج ولورانس دوريل. وفي شقتها الصغيرة في المدينة، استأجرت سليمان السفرجي السوداني (طباخ-مدبرالمنزل).فقدتذكرت:
وفي السنوات التي أمضتها في القاهرة، تولت ديفيد عدد من الشؤون. فقد تمتعت بها لما كانت عليه، ولكن مع استثناء واحد أنها لم تقع في الحب .ومع ذلك، وقع العديد من الشباب الذين عرفوها في حبها؛ واحد منهم كان المقدم توني ديفيد. وفي الثلاثينات من عمرها، وازنت ديفيد بين مزايا وعيوب البقاء دون زواج حتى يحين وقت ظهور الزوج المثالي، ومع شكوك كبيرة قبلت أخيرا عرض توني ديفيد الزواج منها.
وقد تزوجت اليزابيث جوين من توني ديفيد في القاهرة في الثلاثين من أغسطس عام 1944م. وخلال العام، تم تعيين زوجها في الهند. تبعته هناك في يناير عام 1946م ولكنها وجدت حياتها كزوجة ضابط في الحكم البريطاني رتيبة، والحياة الاجتماعية مملة، والغذاء بشكل عام «محبط». وفي يونيو عام 1946م، عانت من التهاب الجيوب الأنفيةالحاد، وكان وقال الأطباء لها أن الحالة ستستمر إذا بقيت في حرارة الصيف في دلهي. وبدلا من ذلك نصحوها بالعودة إلى إنجلترا. فعلت ذلك؛ وقد أشار أرتميس كوبركاتب سيرتها «وقد ابتعدت عن إنجلترا لمدة ست سنوات، وفي ذلك الوقت تغيرت هي وانجلترابشكل يصعب التعرف عليه.»

### إنجلترا بعد الحرب
وعنما عادت ديفيد إلى موطنها الأصلي بعد أن قضت سنوات من دفء البحر الأبيض المتوسط والحصول على الكثير من المكونات الطازجة، وجدته في فترة ما بعد الحرب يعاني الشيب والمشقة. ثم واجهت فظاعة الطعام: "فقد كان هناك حساء الدقيق والمياه المحنك بالفلفل، الخبز والريسولزجريستل، البصل المجفف، والجزر، ولحم الضفدع المحفوظ. فلست بحاجة إلى المضي قدما.:" وقد رأت الشعلة القديمة في لندن وكانت قد اُعيد اشعالها من جديد، ولكن عندما عاد العقيد ديفيد من الهند في عام 1947م، استأنفت فورا دور الزوجة، وأقاموا منزلا في تشيلسي، والذي ظل بيتها لبقية حياتها. وقد أثبت توني ديفيد أنه غير قادر على التفاعل مع الحياة المدنية، غير قادر على العثور على وظيفة مناسبة، وتراكمت عليه الديون.
وقد بدأت ديفيد كتابة مقالات عن فن الطهي بالبحر الأبيض المتوسط لكي تكسب بعض المال إلى حد ما ولتوقها الشديد البائس في أن تكون ذات شهرة. وقد تم نشر جهودها الأولى عام 1949م في المجلة البريطانية هاربرز بازار. ومنذ البداية، رفضت ديفيد بيع حقوق التأليف والنشرالخاصة بمقالاتها، ولذلك كانت قادرة على جمع وتحريرها لنشرها في شكل كتاب. وحتى قبل أن تم نشر جميع المقالات قامت بجمعها في مجلد كنسخة مطبوعة وأسمتها كتاب طعام البحر الأبيض المتوسط وقدمته إلى مجموعة من الناشرين، ولكن رفضوا جميعا عرض نشره. وأوضح أحدهم أن مجموعة من الوصفات المنفصلة تحتاج لنص يربطها ببعضها. عملت ديفيد بهذه النصيحة، ولكنها تعي قلة خبرتها ككاتبة فظلت تحتفظ لبكتابة النثر القصيرة الخاصة بها واقتبست الكثير من الكتاب المعروفين والمتمرسين الذين لديهم وجهات نظر ربما تكون قيمة بشأن البحر الأبيض المتوسط.وفي المجلد الذي تم نشره، ترتبط الأقسام ببعضها نمن خلال مقتطفات جوهرية من أعمال الكتاب الذين من بينهم نورمان دوغلاس، لورنس دوريل، جيرترود شتاين، دي اتش لورنس، أوسبيرت سيتويل، كومبتون ماكنزي، أرنولد بينيت، هنري جيمس وتيوفيل جوتييه. وقدمت النسخة المطبوعة المنقحة لجون ليمان، وهو ناشر وثيق الارتباط بالشعر عن فن الطبخ، لكنه قبلها، معربا عن موافقته المبدئية على دفع مائة جنيه استرليني. وقد تم نشر كتاب طعام البحر الأبيض المتوسط عام 1950م.
وقد أولت ديفيد اهتماما كبيرا بتوضيح الكتب وقد اوضح بعض الكتاب بما فيهم سيريل راي وجون ارلوت أن الرسومات التي كتبها جون مينتون أضافت إلى عوامل الانجذاب لهذا الكتاب. وكان ديفيد نفسها أقل اقتناعا برسومات مينتون بالأبيض والأسود، ولكنها وصفت تصميمه لسترته بأنه «مذهل».فقد ابهرها «خليج البحر الأبيض المتوسط الجميل والطاولات الممتدة المغطلة بالأقمشة البيضاء والفاكهة المبهجة» والطريقة التي بها يمكن رؤية «الأباريق وزجاجات النبيذ الشارع.» وعندما وجد ليمان أن الكتاب يُباع بسرعة، كلف ديفيد بالكتابة، ومينتون بالتوضيح في الخاتمة. وكان هذا الطهي الفرنسي الريفي. وقد قدمت ديفيد لمينتون إرشادات مفصلة حول بعض من رسوماته، وكانت أكثر سعادة بها في هذا المجلد. وقد اهدت ديفيد هذا الكتاب إلى والدتها على الرغم من علاقتهما الشائكة.
وقد تمكنت ديفيد من التجول في فرنسا قبل إتمام النسخة الخطية وذلك بسبب الأرباح التي حصلت عليها من المقالات التي كلفها بها محرري المجلة بعد نجاح الكتاب الأول والتقدم إلى الكتاب الثاني. وكانت هذاه هي عطلتها الأخيرة مع زوجها ولم تكن ناجحة تماما. وعندما تم الانتهاء من الطهي الفرنسي الريفي ، قررت ديفيد العيش في فرنسا بعض الوقت وتركت زوجها في لندن. فقد قضت ربيعا باردا وصيفا حارا في بروفانس، والتي رسمت من خلالها كتابها الرابع «طهي الصيف». وقد تم تأجيل العمل في هذا الكتاب، فقد اتفقت ديفيد مع ليمان أن عملها القادم يجب أن يكون حول الطعام الإيطالي.

### المأكولات الإيطالية والفرنسية وغيرها
ومنذ الفترة الوجيزة والغير سارة التي قضتها مع تشارلز جيبسون كوان عام 1940م، كانت ديفيد قد زارت إيطاليا مرة واحدة فقط، لزيارة نورمان دوجلاس في كابري عام 1951م. وعادت إلى إيطاليا في مارس عام 1952م وقضت ما يقرب من عام تسافر في جميع أنحاء البلاد لجمع المواد. وعندما انتتهت من الكتاب، كانت شركة ليمان للنشر قد تم غلقها من قبل الشركة الأم، ووجدت ديفيد نفسها بموجب عقد مع ماكدونالد وكانت بصمة أخرى ضمن نفس المجموعة. فقد كرهت الشركة كراهة شديدة وكتبت وصفا غير إطرائي لها في مقال عام1988م.
وقد تم نشر كتاب «الطعام الإيطالي» بالرسوم التوضيحية والذي نشره ريناتو جوتس عام 1954م. وفي ذلك الوقت، لم تكن الكثير من المكونات المستخدمة في الوصفات متاحة عمليا في بريطانيا. وإذا نظرنا إلى الوراء في عام 1963م، فقد كتبت ديفيد «في سوهو يوجد أشياء يمكن تناولها مثل المعكرونة الايطالية، والجبن البارميزان وزيت الزيتون وسالام، وأحيانا لحم خنزيرالبارما ولا يمكن أن توجد في أي مكان آخر تقريبا.وقد انتشرت الخضروات الجنوبية مثل الباذنجان والفلفل الأخضروالأحمر والشمر والكوسا الصغيرة التي أسماها الفرنسيون كورجيتس وفي إيطاليا تسمى زوكهيني وذلك بنفس الطريقة.» وقد كانت ديفيد أقل وئاما مع إيطاليا من اليونان وجنوب فرنسا ووجدت أن إعداد وكتابة «الطعام الإيطالي» (1954) «مزعج بشكل غير مألوف». وقد اعترف المراجعين بالجهد الذي وضعته في هذا الكتاب. وقد كتب التايمز ليتراري سيبليمنت: «إنه أكثر من مجرد مجموعة من الوصفات، فهذا الكتاب هو في الواقع أطروحة قابلة للقراءة والتميز عن الطعام الإيطالي والأطباق الإقليمية، وطريقة إعدادها في المطبخ الإنجليزي.» وقد أشار المراقب:«السيدة ديفيد ... من الممكن عدها ضمن المحسنين للإنسانية». وفي صحيفة السنداي تايمز، اعتبر إيفلين واج كتاب «الطعام الإيطالي» كواحد من اثنين من الكتب التي أعطته المتعة الأفضل في ذلك العام.
وبالنسبة لكتاب«طهي الصيف» التي تم نشره عام 1955م، غادرت ديفيد ماكدونالد ووقعت مع دار النشر ميوزيم بريس. هذا الكتاب وهو كتابها الرابع، يعكس إيمانها القوي في تناول الطعام في موسمه. فقد أحبت «إعادة اكتشاف خضروات كل موسم» واعتقدت أنه «من الممل أكل نفس الطعام على مدار العام.» فقد كتبت ديفيد حول أطباق من بريطانياو الهند وموريشيوس وروسيا واسبانيا وتركيا، وكذلك فرنسا وإيطاليا واليونان دون أن تتقيد بالجداول الجغرافية التي تتضمنتها أول ثلاثة كتب أصدرتها. وبعد وقت قصير من نشر هذا الكتاب، صرفتها مجلة فوج بعيدا عن عمودها الدائم في هاربرز حيث عرضت عليها المزيد من المال والمزيد من الشهرة.
وبسبب دخلها المتزايد من فوج وصحيفة ذا سنداي تايمز، والتي ساهمت فيها أيضا بشكل منتظم ، تمكنت ديفيد من زيارة العديد من المناطق المختلفة في فرنسا. وفي هذه الرحلات أكملت بحثها حول الكتاب الذي سيجعلها من الأكثر شهرة وذلك وفقا لأرتميس كوبر في قاموس أكسفورد للسيرة الوطنية. وهو «الطهي الريفي الفرنسي» الذي صدرعام (1960).وقد أهدت الكتاب بكل الحب لبي اتش. وتخفي الحروف الأولى اسم بيتر هيجينز، والذي كانت بينه وبين ديفيد علاقة غرامية استمرت طوال الخمسينات والسيتينات. وحتى ذلك الوقت لم يكن توني ديفيد قد دخل حياتها، وقد كان يعيش في إسبانيا منذ عام 1953م؛ ثم انفصلا في عام 1960م. وكانت استعراضات الكتاب الجديد مجانية مثل تلك التي كانت لسابقها. فقد كتب ذا تايمز ليتراري سببليمنت :«يحتاج كتاب الطهي الريفي الفرنسي إلى قراءة وليس إلى مجرد الإشارة إليه بسرعة. فهو يناقش بتفصيل إلى حد ما نوع وأصل الأكلات الشعبية في المناطق الفرنسية المختلفة، فضلا عن التعبيرات المستخدمة في الطهي والأعشاب ومعدات المطبخ المستخدمة في فرنسا.. ولكن هؤلاء الذين بإمكانهم إعطاء وقتا إضافيا لهذا الكتاب سيتم إثابتهم بشكل جيد عن طريق بعض الأطباق مثل لا بورييد دي تشارلز بيروت وكاسوليت كولومبي.» وقال المراقب أنه كان من الصعب التفكير في وجود أي منزل يمكنه الاستغناء عن الكتاب وأسمى ديفيد «عبقرية من نوع خاص جدا».

### الستينات
وفي عام 1960م، توقفت ديفيد عن الكتابة لصحيفة ذا سنداي تايمز، حيث كانت مستاءه من تدخلات التحرير في شأن نسختها، وانضمت إلى ذا سبيكتاتوروهي جريدة نشر أسبوعية. وكتب كوبر «، وكانت مسيرتها المهنية في أوجها، وتم الترحيب بها ليس فقط ككاتبة بريطانية متقدمة تكتب عن الطعام والطهي ولكنها هي المرأة التي حولت عادات الأكل الخاصة بالطبقة الوسطى في إنجلترا .» وقد وصلت كتبها الآن إلى الكثير من الناس بعد أن تم إعادة طبعها ونشرها ككتاب ورقي الغلاف على يد كتلة السوق بنجيون بوكس. وكانت حياتها الخاصة أقل سعادة. وكانت تشعر بالأسى كثيرا بسبب إنهاء علاقتها مع هيجينزو الذي وقع في الحب مع امرأة شابة فأخذت لمدة تشرب الكثير من الخمر وتلجأ في كثير من الأحيان إلى الحبوب المنومة. فربما نتيجة لهذه العوامل والإرهاق أصيبت ديفيد بالنزيف الدماغي عام 1963م، عندما كانت في التاسعة والأربعين من عمرها. ثم شفيت ولكن إحساسها بالطعم تأثر بشكل مؤقت، وثقتها بنفسها اهتزت بشدة.
وبصحبة أربعة شركاء من رجال الأعمال افتتحت ديفيد محل لبيع معدات المطابخ. وقد انبهر الشركاء بالنجاح الأخيرالذي حققته محلات تيرينس كونرانز هابيتات والتي باعت معدات المطابخ المستوردة من بين الكثير من الأشياء والتي كان هناك سوقا لها. وقد تم افتتاح إليزابيث ديفيد المحدودة في 46 شارع بورن ،بيمليكو، في نوفمبرعام 1965م.
وكانت ديفيد عنيدة عند اختيارها للبضائع فعلى الرغم من وجود كمية كبيرة من أدوات المطبخ لم يخزن المحل المشهور بذلك معاصر الثوم. فقد كتبت ديفيد مقالا بعنوان «معاصرالثوم عديمة الفائدة تماما»، ورفضت بيعها، ونصحت العملاء الذين طالبوا بها إلى الذهاب إلى مكان آخر. بل على النقيض من ذلك، «غير متوفر في أي مكان آخر» كانت هذه هي الكتيبات التي طبعتها ديفيد خصيصا للمحل. ثم تم دمج بعض منهم في وقت لاحق إلى مجموعات مقالاتها وفقراتها ، عجة البيض وكوب من النبيذ وهل هناك جوزة الطيب في البيت؟
واصلت ديفيد كتابة المقالات للمجلات. واستمرت في ادراج العديد من الوصفات ولكنها كتبت كثيرا عن الأماكن والأسواق والخانات والمزارع والناس بما في ذلك من لمحات عن الطهاة والذواقة المشهورين مثل مارسيل بولستين وإدوارد دي بوميان. وفي مقالاتها الاخيرة، أعربت عن وجهات النظر شديدة التأثير بشأن مجموعة كبيرة من الموضوعات: فقد كرهت كلمة "كريسبي (هش)" وأرادت أن تعرف ما الذي تبينه هذه الكلمة ولم تبينه كلمة"كريسب (هش). فقد اعترفت بعدم قدرتها على إعادة ملء كأس الخمر لأي شخص حتى يكون فارغا. ثم أصرت على الشكل التقليدي "ويلش رابيت" بدلا من الاختراع الحديث "ويلش ريربيت".فقد سخرت من معايير ميشلانز الإرشادية. ثم استنكرت "مقبلات منمقة ... بعيدة كل البعد عن النكهات الأساسية"; ثم نددت باستخدام البديل:"أي شخص فاسد بما فيه الكفاية لابتكار طبق يتكون من اسفين خبز مسخن بالبخار ومغطى بمعجون الطماطم وقطعة من جبن شيدر الصناعي يمكن أن يسميها بيتزا".

### السنوات الأخيرة

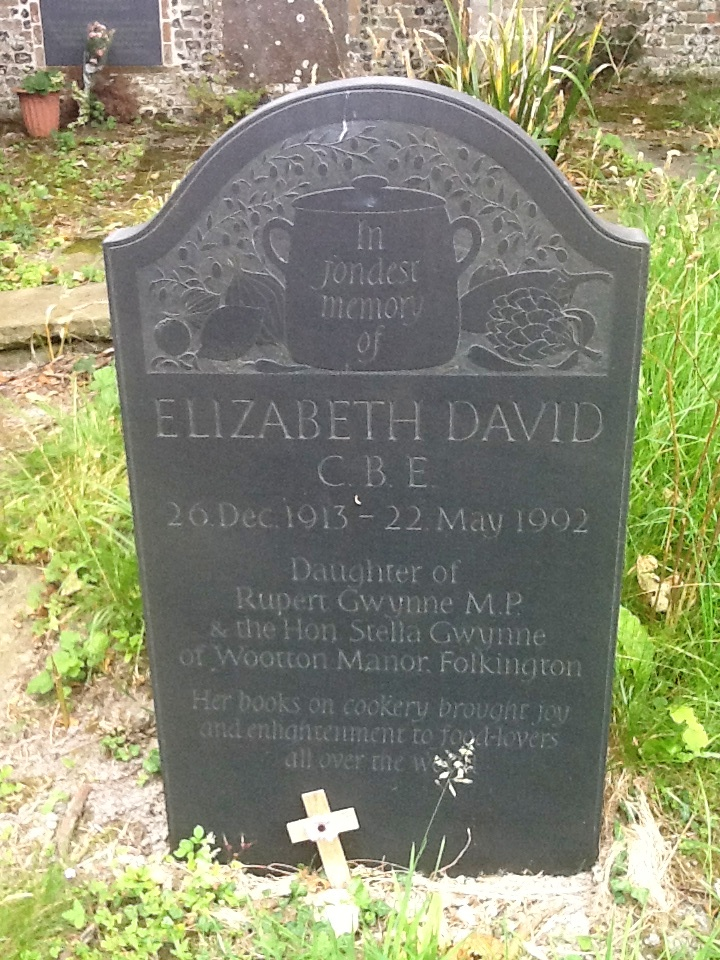
قبرإليزابث ديفيد بسانت بيترز بفولكينجتون.

وأثناء إدارة المحل، أصدرت ديفيد كتابا أخرا كاملا مطولا; "التوابل والملح والعطريات في المطبخ الإنجليزي (1970)، وهو أول كتاب من سلسلة مصممة عن الطهي الإنجليزي. ولم يكن المحل مربح أبدا ولكن لم تكن ديفيد لتخفض مستوياتها في البحث عن عائد تجاري. وتدريجيا وجد شركائها أن نهجها غير قابل للاستمرار، وفي عام 1973م تركت العمل. ومما أزعجها، أن المحل واصل متجر التجارة باسمها، لأن ذلك كان مسموحا به طبقا للقانون.
وفي عام 1977م أصيبت ديفيد بجروح بالغة في حادث سيارة، والتي أخذت وقتا طويلا للتعافي منها. وبينما كانت في المستشفى نشرت الكتاب الأخير الذي أتمته بدون مساعدة" الخبزالإنجليزي وخميرة الطهي" (1977). ثم لاقت معرفته إطراءا كبيرا واقترح ذا تايمزليتراري سيبليمينت أنه يجب إعطاء نسخة من الكتاب لكل زوجين. وعندما شفيت من هذه الحادثة واصلت ديفيد بحوثها لمشروعها القادم ;"حصاد الأشهر الباردة: التاريخ الاجتماعي للجليد والثلوج. في حين أن عناصر هذا العمل كان يتم تجميعها ببطء نشرت ديفيد كتابا لما تفضله من مقالاتها وفقراتها الصحفية " عجة البيض وكوب من النبيذ "(1984). وقد تم تجميع هذا الكتاب بمساعدة جيل نورمان، الذي أصبح منفذها الأدبي والذي حرر بعد ذلك أعمال ديفيد بعد وفاة المؤلف.
وفي الثمانينات، قامت ديفيد بعدة زيارات إلى ولاية كاليفورنيا استتمتعت بها كثيرا ولكن بدأت حالتها الصحية في التدهور. ثم تعرضت لسلسلة من الانهيارات التي أسفرت عن عدة نوبات في المستشفى. وفي عام 1986م كانت وفاة شقيقتها الصغرى فيليسيت التي عاشت في الطابق العلوي من منزلها لمدة ثلاثين عاما ضربة قاسية لديفيد. وفي مايو عام 1992م تعرضت لسكتة دماغية والتي تكررت بعد يومين آخرين مما كان قاتلا. وتوفت ديفيد في منزلها بتشيلسي في الثاني والعشرين من مايو عام 1992م، عن عمر يناهز الثامنة والسبعين، ودُفنت في الثامن والعشرين من مايو في كنيسة العائلة في سانت بيترز بفولكينجتون.

## الجوائز والتراث
فازت ديفيد بجائزة «ذاجلينفيديش رايتراوف ذا يير» ومُنحت لها هذه الجائزة لكتاب «الخبز الإنجليزي وخميرة الطهي». وقد مُنحت أيضا شهادات الدكتوراه الفخرية من جامعات إسيكس وبريستول، وجائزة وسام «تشيفالير دولوردر دوميريت آجريكول». ومع ذلك، فإن أكثر وسام اسعدها هو حصولها على زمالة «ذا رويال سوسيتي اوف ليتريتشر» عام 1982م تقديرا لمهاراتها ككاتبة. وفي عام 1976م منحت رتبة الإمبراطورية البريطانية(الأو بي أي). وفي عام 1986م منحت لقب القائد (سي بي اي).
وقد ظهرت ديفيد في العمل القصصي مرتين على الأقل. ففي عام 2000 م كتب روجر وليامز رواية «لانش ويز اليزابيث ديفيد» والتي نشرها كارول وغراف، وفي عام 2006م بثت ال بي بي سي; اليزابيث ديفيد: حياة في وصفات، وهو فيلم لعبت بطولته كاثرين ماكورماك في دور اليزابيث ديفيد ولعب جريج وايز دور بيتر هيجينز. وتوجد مقالات ديفيد في مكتبة شليزنجر بمعهد رادكليف للدراسات المتقدمة، بجامعة هارفارد.
وفي عام 2012م، وذلك بمناسبة اليوبيل الماسي ل إليزابيث الثانية، اختار ردايو بي بي سي فور ديفيد كواحدة من ستين بريطانيا كانوا الأكثر تأثيرا خلال الستين عاما مدة حكم الملكة. وفي عام 2013م كانت صورتها واحدة من سلسلة من طوابع الدرجة الأولى التي صدرت للاحتفال بالذكرى المئوية لعشرة من «البريطانيين العظماء». وفي عام 2016 م تم نصب درع زرقاء للتراث الإنجليزي فوق منزلها السابق في 24 شارع هالسي ، تشيلسي، حيث عاشت لمدة خمس وأربعين عاما: فقد كانت أول كاتبة عن الطعام تتلقي هذا النوع من التقدير. وقد كتب الكاتب أوبيرون واج أنه إذا طلب منه اسم امرأة أحدثت أكبر تقدم في الحياة الإنجليزية في القرن العشرين، فإنني «سأمنح صوتي لاليزابيث ديفيد .» وقد اختتم كاتب سيرة ديفيد أرتميس كوبر مقالها في قاموس أكسفورد للسيرة الوطنية على النحو التالي: